# In the Sign…
In the sign... es la única y oficial remasterizada versión del antiguo y primer MDC de Dark Funeral con el mismo nombre, este CD no solo retoma las viejas versiones de otros CD sino que también agrega canciones tributo a bandas favoritas de cada uno de los miembros y nuevas versiones de antiguas canciones incluyendo además una nueva.

## Listado de canciones
1. «Open the gates» (4:34)
2. «Shadows over Transylvania» (4:22)
3. «My dark desires» (3:52)
4. «In the sign of the horns» (3:43)
5. «Equimanthorn» (3:21) *
6. «Call From The Grave» (4:35) *

## Créditos

### Temas 1-4
- Lord Ahriman - guitarra
- Blackmoon - guitarra
- Themgoroth - voz y bajo
- Draugen - batería

### Temas 5-6
- Lord Ahriman - guitarra
- Blackmoon - guitarra
- Emperor Magus Caligula - voz y bajo
- Alzazmon - batería

- Datos: Q5914797